# 高砂公園
25°07′43″N 121°44′22″E / 25.128494°N 121.739353°E
高砂公園是台灣基隆市一座曾存在的公園，設立於1903年，目前已不存，其位置約為今仁愛區孝一路、孝四路、忠三路、西定河所圍繞之區域。

## 沿革
明治33年（1900年）嘉仁皇太子（後來的大正天皇）成婚，而日本政府統治下的台灣為表慶賀，乃在明治36年（1903年）在基隆街設置公園和基隆公會堂作為紀念，而公園即名為「高砂公園」，是台灣繼圓山公園之後的第二座現代化公園。
高砂公園位在基隆街西側，南緣緊鄰鐵道，而在公園最高點可遠望基隆市街。原位在基隆守備隊營區內的招魂碑在1908年4月遷到高砂公園內。在設置後因經費問題，公園未能持續整頓，遂漸荒廢；1906年（明治39年），基隆士紳許梓桑主張重新整理公園，提供大眾利用。
由於原本的高砂公園面積不大，在1912年為擴大公園規模，政府決定將次年度地方預算經費中的14,000餘圓，用來補助公園整修工程，並配合市區改正計畫，徵收了緊鄰公園的三千多坪私有地及民房，使公園面積達到4,500坪，且在園內利用自來水設置了小型瀑布造景。大正2年（1913年）12月7日，高砂公園開園。公園在基隆車站南方，是日本時代基隆的主要觀光景點之一，公園在後期還設有網球場、棒球場。招魂碑後因日本帝國在鄉軍人會基隆分會缺乏肅穆崇敬之意為由，而於1927年（昭和2年）將招魂碑遷至法王寺。
1928年，許梓桑、顏國年、潘榮春等基隆仕紳提出訴願書，向基隆市役所集議建請在高砂公園撥地，並以音樂堂名義於公園廣場興建永久性建築之主普壇做為該年度的建設計畫，該棟建築物費用由「十一字姓」分擔。後在市役所準許後。該建築於同年開工。
主普壇由臺灣總督府技師井手薰設計，其構造為鐵筋、鐵骨混凝土、八角形二層式樣之建築，總高度約17公尺，預算為一萬五千日圓。並設有地下室等設施。最終於1929年8月31日完工，作為固定的主普祭祀場所，以及平日為音樂堂使用。
昭和11年（1936年）7月，高砂公園內已有本島人賣擔者約二百餘擔，為將公園還原為市民休閒地，市役所與警察署、同風會等單位合作予以整頓，由警察署下令各賣擔者自行遷移，不許在園內開夜市，然各賣擔者組「基隆行商自治組合」派黃秀川代表陳情。最後透過警察署斡旋，仍考量小民生計前題下，公園內賣擔諸商圓滿撤退；政府將攤販規劃遷至公園近鐵道邊的新聲館一帶，建築攤商街，以美化經營。
昭和12年（1937年）4月11日，公園內的攤商店工程完成，共有58間店，一起開幕經營。

### 拆除
第二次世界大戰結束後，公園被違章建築佔據，其數量高達400棟以上。基隆市政府為整頓此處，且考量市區可發展用地不多，因此規劃將高砂公園改為商業區，公園則被廢除，只遺留「公園頂」、「公園底」等地名。
1975年7月，小山遭到鑿除，並新建忠孝綜合商業大樓。

當前，公園原址旁的公園街，街道名稱中的「公園」即指高砂公園。

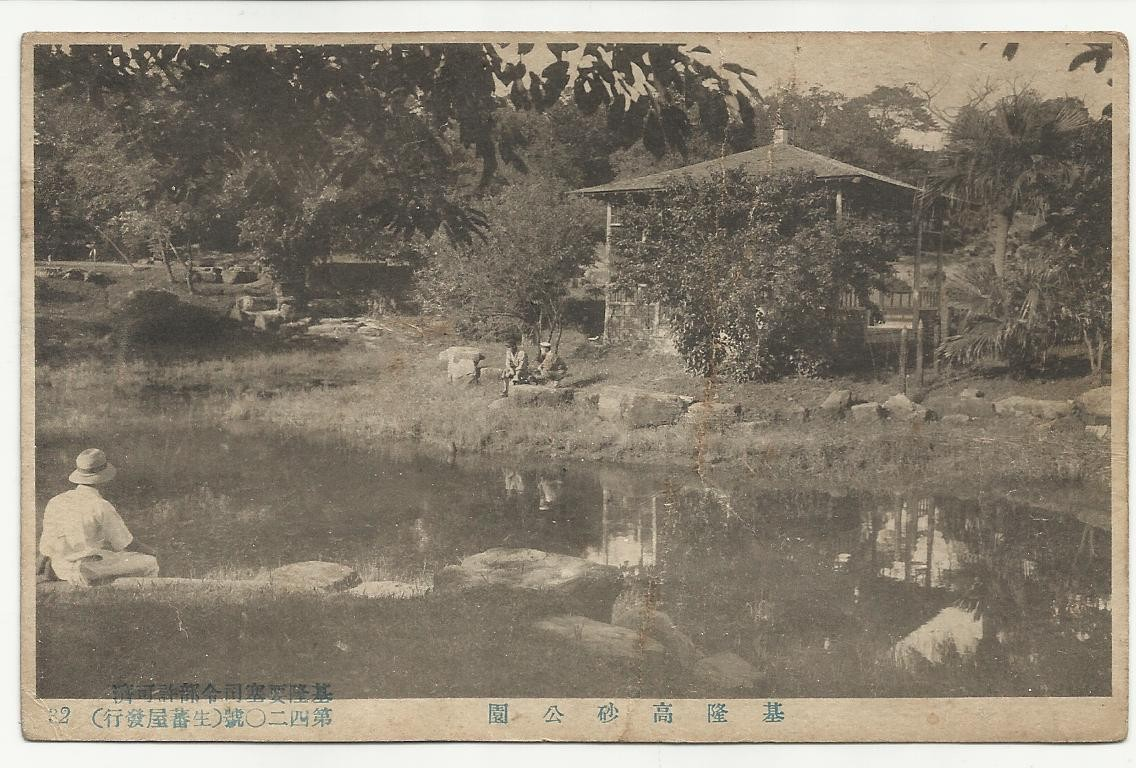
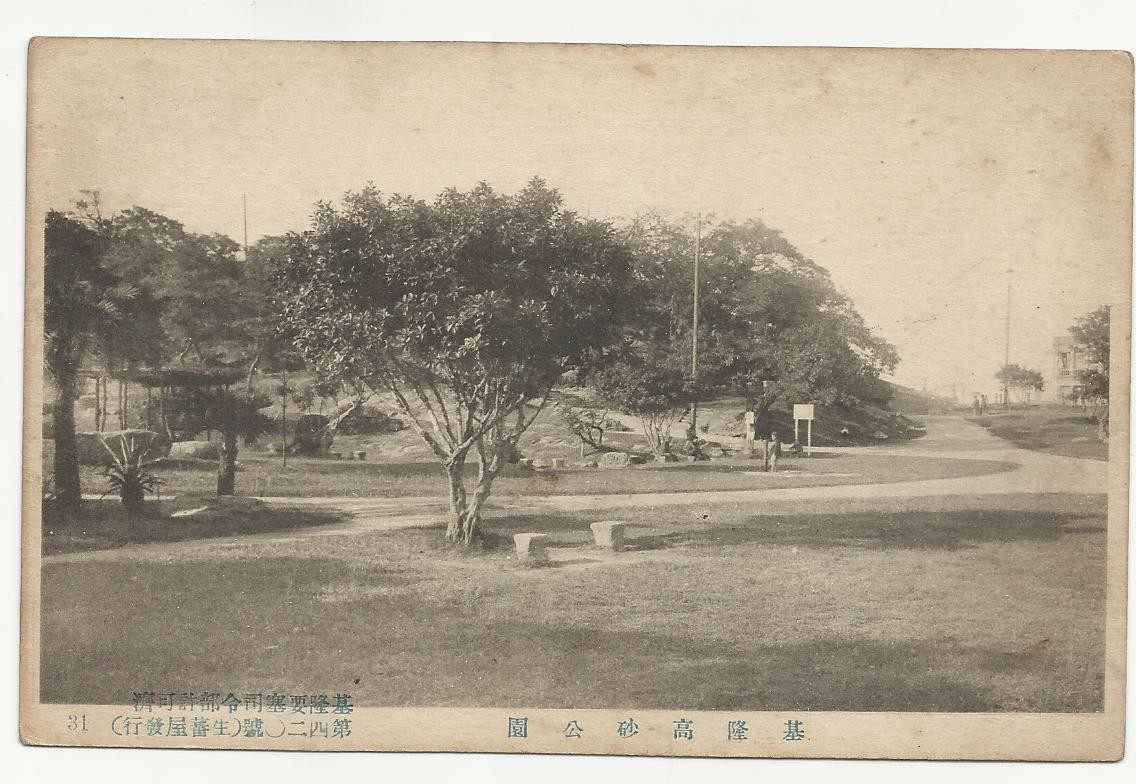

## 另見
- 中正公園 (基隆市)